# Мічаель Арройо
Мічаель Антоніо Арройо Міна (ісп. Michael Antonio Arroyo Mina, МФА: [mitʃaˈel aˈroyo], нар. 23 квітня 1987, Гуаякіль) — еквадорський футболіст, півзахисник мексиканського клубу «Атланте» та національної збірної Еквадору.

## Клубна кар'єра
Народився 23 квітня 1987 року в місті Гуаякіль. Вихованець футбольної школи клубу «Емелек». Дорослу футбольну кар'єру розпочав 2006 року в основній команді того ж клубу, в якій провів два сезони, взявши участь у 73 матчах чемпіонату.  Більшість часу, проведеного у складі «Емелека», був основним гравцем команди.
Згодом з 2009 по 2013 рік грав у складі команд клубів «Депортіво Кіто», мексиканських «Сан-Луїса» та «Атланте», а також «Барселони» (Гуаякіль).
До складу «Атланте» повернувся 2013 року.

## Виступи за збірні
2007 року залучався до складу молодіжної збірної Еквадору. На молодіжному рівні зіграв у 4 офіційних матчах, забив 1 гол.
2010 року дебютував в офіційних матчах у складі національної збірної Еквадору. У складі збірної був учасником розіграшу Кубка Америки 2011 року в Аргентині.